# Всепольское общество охраны птиц
Всепольское общество охраны птиц (пол. Ogólnopolskie Towarzystwo Ochrony Ptaków) — польское научное общество, основанное в 1991 году.
Согласно Уставу, целью Общества является защита природного наследия, в частности защита птиц и мест их обитания; изучение состояния и наблюдение за изменениями в орнитофауне; распространение знаний о птицах, угрозах их существованию и возможностях защиты.
Для достижения своих целей Общество участвует в правовых действиях по охране природы, особенно птиц, мест их обитания и всех элементов природной среды, необходимых для их жизни; осуществляет надзор и активную защиту мест размножения, нагула, укрытий и других мест обитания птиц; осуществляет мониторинг и научные исследования; организует встречи, семинары, конференции и тренинги; сотрудничает с учреждениями, юридическими и физическими лицами в Польше и за рубежом.
В состав Общества входят 24 локальные группы, действующие на всей территории Польши и объединяющие как специалистов-биологов, так и волонтёров.
Общество является официальным партнёром международной организации по защите птиц и сохранению их среды обитания BirdLife International.
Председателем Общества является Beata Skarbek-Kruszewska.
Актуальная информация о деятельности Общества публикуется на сайте www.otop.org.pl.